# Moschiera

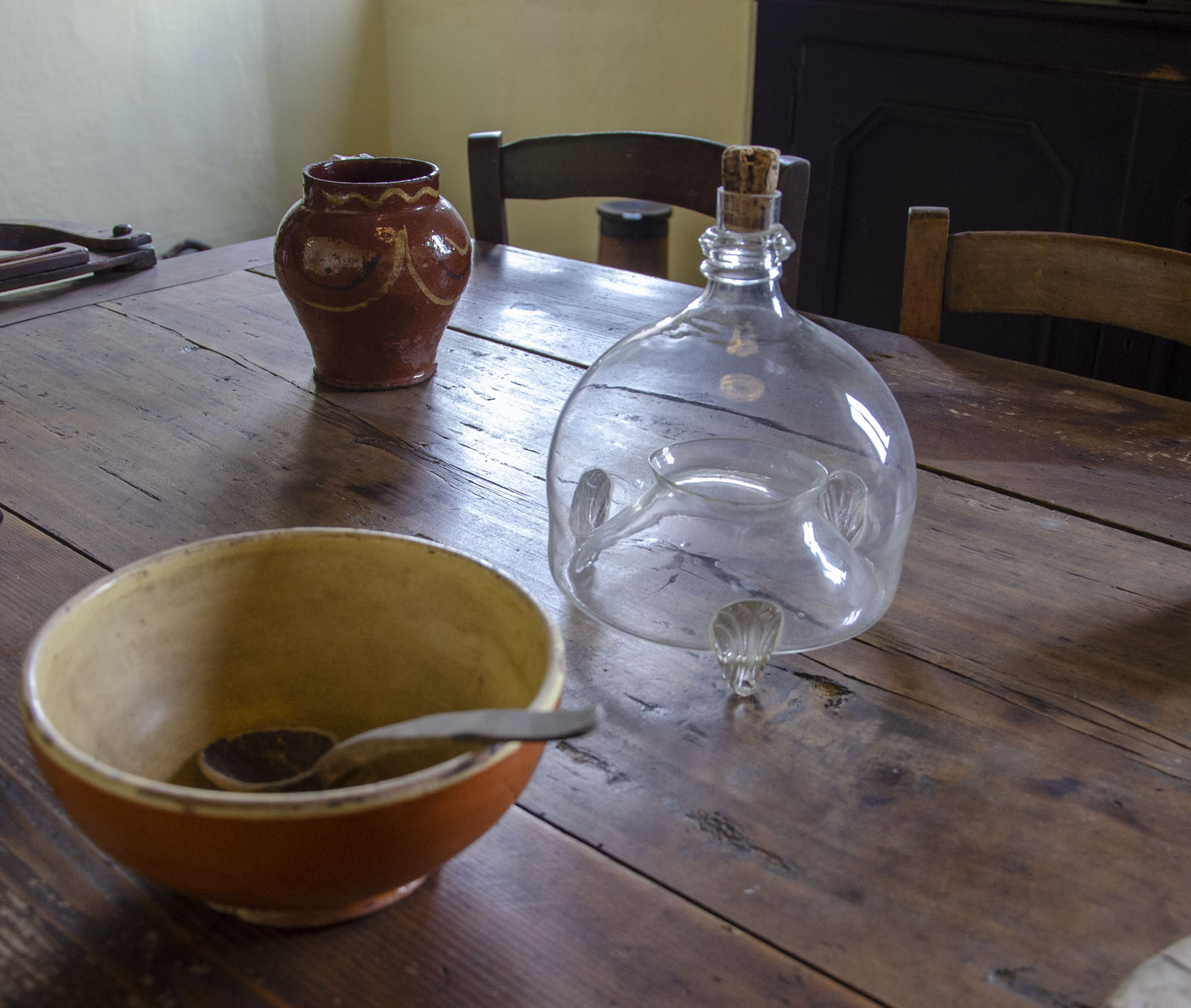
Moschiera - Museo civico archeologico etnografico Carlo Giacomo Fanchini

La moschiera è un attrezzo usato per catturare mosche.
Nel XIX secolo era molto diffusa una moschiera a campana di vetro con due aperture, una inferiore per catturare gli insetti, ed una superiore ad imbuto tappato con un turacciolo. Il fondo era ripiegato per contenere del liquido.
Si usava spesso sui tavoli da cucina riempita di acqua e zucchero o acqua e aceto per attirare gli insetti che, entrando dall'apertura inferiore, venivano poi intrappolati e non riuscivano più ad uscire.
Lo strumento, infatti, usava l'incapacità degli insetti di rifare il cammino a ritroso e di tentare di volare via in alto dove però non c'era uscita, fino a che non morivano stremati annegando sul fondo.
Quando la moschiera era piena veniva svuotata dall'apertura superiore nell'aia dove poi le galline andavano a beccare gli insetti morti.

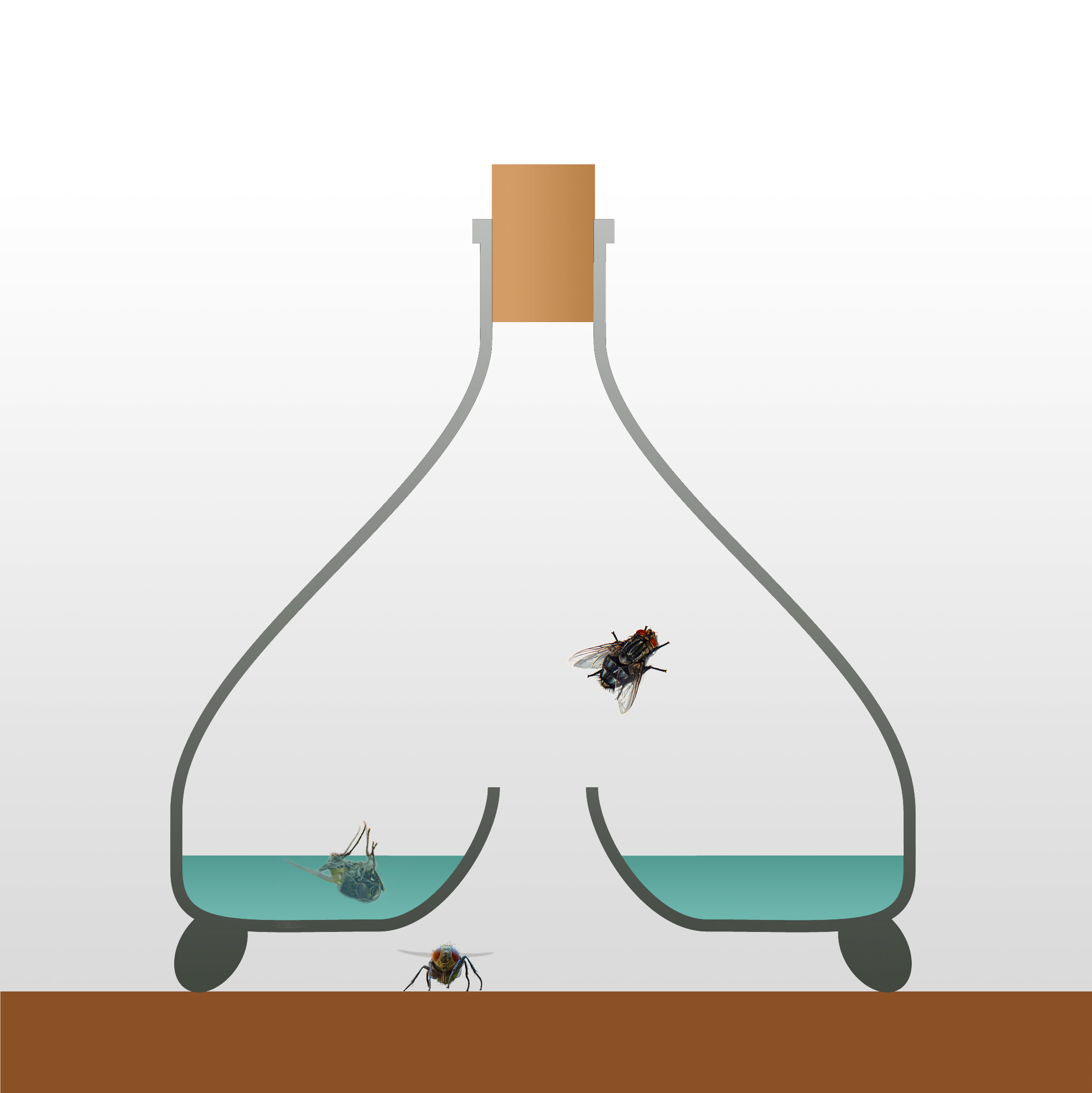
Schema di funzionamento